# Parallelia portia
Parallelia portia är en fjärilsart som beskrevs av Fawcett 1915. Parallelia portia ingår i släktet Parallelia och familjen nattflyn. Inga underarter finns listade i Catalogue of Life.